# Vysoká u Příbramě (zámek)
Zámek Vysoká u Příbramě je novorenesanční stavba z roku 1877 v obci Vysoká u Příbramě, okres Příbram. Nachází se na západním okraji obce Vysoká u Příbramě mezi Příbramí a Rožmitálem pod Třemšínem. Na zámku sídlí muzeum Památník Antonína Dvořáka.

## Historie a popis
Budovu zámečku v novorenesančním slohu nechal postavit hrabě Václav Robert z Kounic, švagr skladatele Antonína Dvořáka. Byla dokončena spolu s okolním anglickým parkem podle projektu architekta Čeňka Gregora roku 1878. Kounic Dvořákovi umožnil zámeček navštěvovat, kdykoli se mu zalíbilo; roku 1884 Dvořák od Kounice koupil nedaleký starší špýchar, který nechal přestavět na rodinný domek a učinil z něj pak letní sídlo, kam často jezdil s rodinou. Do Vysoké Dvořák zajížděl až do své smrti roku 1904. V letech 1897 a 1898 v zahradním domku na okraji parku žil a tvořil básník Josef Václav Sládek.
V parku se nachází dvě jezírka, z nichž jedno Dvořáka inspirovalo ke složení opery Rusalka. Zámeček je v současnosti upraven jako muzeum Památník Antonína Dvořáka, věnované zejména zdejším pobytům skladatele, který si toto místo značně oblíbil a získával tu inspiraci k tvorbě. Muzeum také připomíná osobnost hraběte Václava Kounice. Nachází se v něm koncertní sál, knihovna a galerie, konají se zde i svatební obřady.